# Yun Humyong
Yun Humyong (17 de enero de 1946-8 de mayo de 2025) fue un escritor surcoreano que publicó poesía, novelas y ensayos.

## Biografía
Yun Humyong nació en Gangneung, provincia de Gangwon, Corea del Sur. Su nombre al nacer fue Yun Sang-gyu. Se graduó en Filosofía por la Universidad Yonsei.

## Obra
Aunque es uno de los escritores coreanos más importantes de la década de 1980, su ficción mantiene cierta distancia de la moda dominante en la ficción coreana de esa época, que era pensar en el realismo como una herramienta literaria efectiva para retratar la situación social contemporánea. En vez de eso, lo que respalda su mundo de ficción son los deseos individuales y el poder de la fantasía. La situación arquetípica en su obra es la de un hombre que sufre escasez ontológica; entorpecido por las rutinas de la vida diaria, se sumerge en el mundo de la fantasía o viaja para asegurarse lo que el mundo real le ha denegado: sentido de existencia y compromiso genuino con otros seres humanos. A menudo esta búsqueda surge del deseo ardiente del protagonista por una mujer. La fantasía no dura para siempre, pero es el movimiento continuo fuera de la vulgar realidad el que tiene la fuerza de salvarlo de la inseguridad existencial, la tristeza o la desesperanza. El individualismo romántico se acentúa por el estilo sensible y lírico de una prosa que refleja la sensibilidad poética de Yun Humyong.

## Obras en coreano
Recopilaciones de relatos
- El amor de Dunhuang (1982)
- El pájaro que revive (1985)
- Todas las estrellas emiten música (1987)
- No hay simios (1989)
- La generación sin promesas (1989)
- Recuerdos de la Alhambra (1990)
- El tren de vía estrecha (1992)

Novelas
- Hasta las estrellas (1990)
- El canto del adiós (1995)
- Hoy es el día joven de mañana (1996)
- La caza de los zorros (1997)

Poesía
- Un arquero célebre (1977)
- El que va solo (1986)
- Encender solo la luz sobre la herida (1992)

## Premios
Se premiaron sus poemas con el Premio Literario Kyonghyang Shinmun en 1967. En 1979 recibió el Premio Literario Hankook Ilbo por sus relatos cortos y en 1980 recibió varios premios por sus obras de ficción. En 1995 recibió el Premio Literario Yi Sang por El bote blanco.